# Лукошкино (деревня, Москва)
Лукошкино — деревня в Троицком административном округе Москвы (до 1 июля 2012 года в составе Подольского района Московской области). Входит в состав поселения Клёновское.

## Население
| 1859 | 1890 | 1899 | 1926 | 2002 | 2006 | 2010 |
| ---- | ---- | ---- | ---- | ---- | ---- | ---- |
| 172  | ↘138 | ↘108 | ↗174 | ↘92  | ↘86  | ↗100 |

Согласно Всероссийской переписи, в 2002 году в деревне проживало 92 человека (43 мужчины и 49 женщин). По данным на 2005 год в деревне проживало 86 человек.

## География
Деревня Лукошкино расположена в восточной части Троицкого административного округа, на Варшавском шоссе примерно в 53 км к юго-юго-западу от центра города Москвы, на правом безымянном притоке реки Мочи бассейна Пахры.
В 6 км к северо-западу от деревни проходит Калужское шоссе А130, в 8 км к северу — Московское малое кольцо А107, в 7 км к югу — Большое кольцо Московской железной дороги.
К деревне приписано два садоводческих товарищества (СНТ). Связана автобусным сообщением с 5-м микрорайоном Северного Бутова, городом Троицком и городом Подольском (маршруты № 1028, 1036, 1050 и 1077). Ближайшие населённые пункты — деревни Коротыгино, Дубовка и Чириково.

## История
В «Списке населённых мест» 1862 года — владельческая деревня 1-го стана Подольского уезда Московской губернии на Московско-Варшавском шоссе, из Подольска в Малоярославец, в 20 верстах от уездного города и 8 верстах от становой квартиры, при колодце, с 12 дворами и 172 жителями (95 мужчин, 77 женщин), работала почтовая станция.
По данным на 1899 год — деревня Клёновской волости Подольского уезда с 108 жителями, в деревне располагалась квартира сотского.
В 1913 году — 19 дворов, казённая винная лавка, трактир 3-го разряда с крепкими напитками и две чайные лавки.
По материалам Всесоюзной переписи населения 1926 года — центр Лукошкинского сельсовета Клёновской волости Подольского уезда в 10,7 км от станции Столбовая Курской железной дороги, проживало 174 жителя (88 мужчин, 86 женщин), насчитывалось 41 хозяйство, из которых 38 крестьянских.
1929—1963, 1965—2012 гг. — населённый пункт в составе Подольского района Московской области.
1963—1965 гг. — в составе Ленинского укрупнённого сельского района Московской области.
С 2012 г. — в составе города Москвы.